# Limiter
Limiter – rodzaj kompresora dynamiki, którego zadaniem jest najczęściej zapobieganie przesterowaniom sygnału poprzez ograniczanie poziomu dźwięku, o poziomie wyższym niż wyznaczony, do tego wyznaczonego poziomu.
Najczęściej spotykane parametry, które może regulować użytkownik, to poziom wejściowy (input) i wyjściowy (output) oraz czas ataku (attack) i uwolnienia (release).